# Der von Suonegge

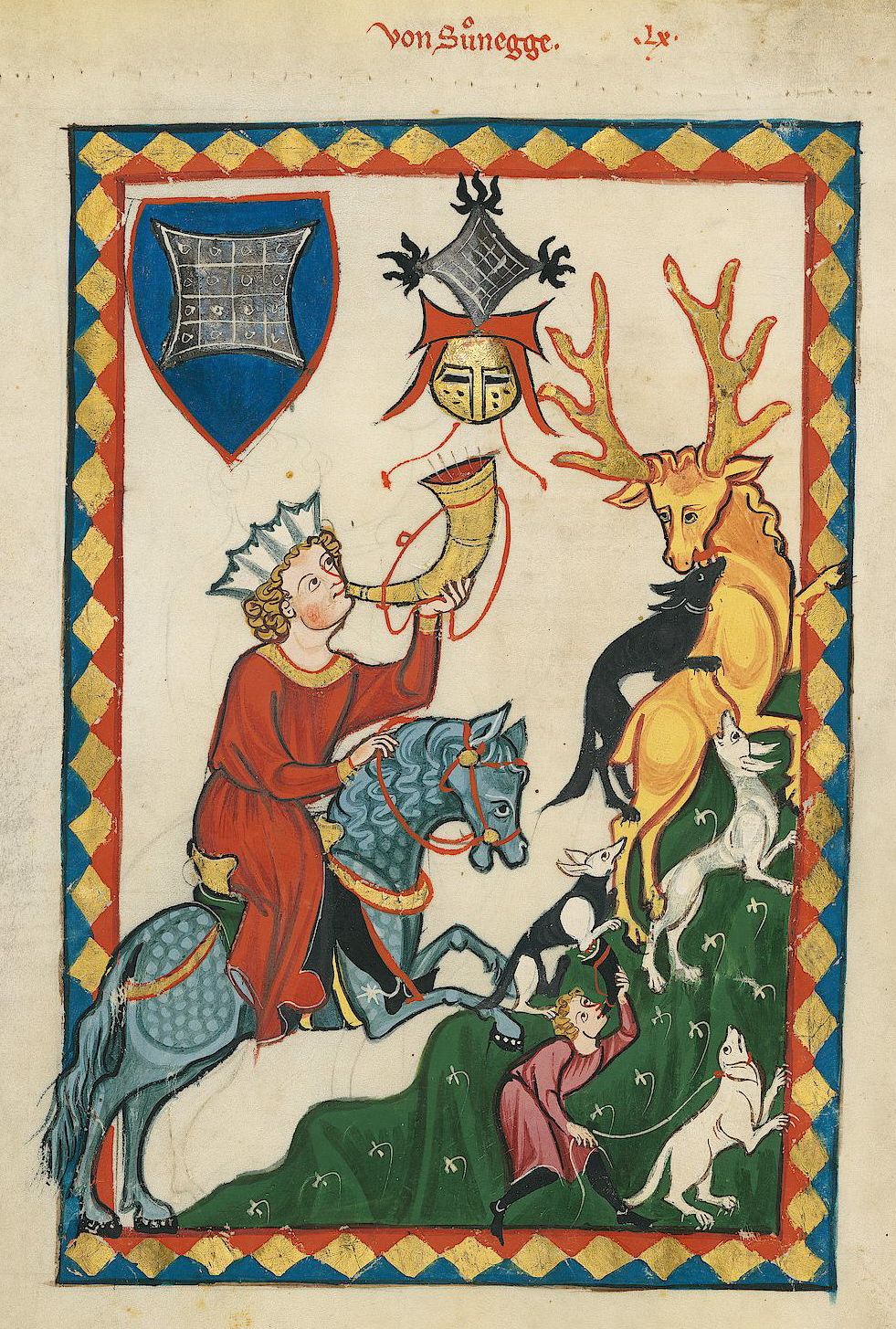
Der von Suonegge

Der Sunecker, überliefert als von suonegge, war ein steirischer Minnesänger, der im 13. Jahrhundert lebte. Er war in der Untersteiermark beheimatet, im heutigen Gebiet der Štajerska in Slowenien.

## Leben

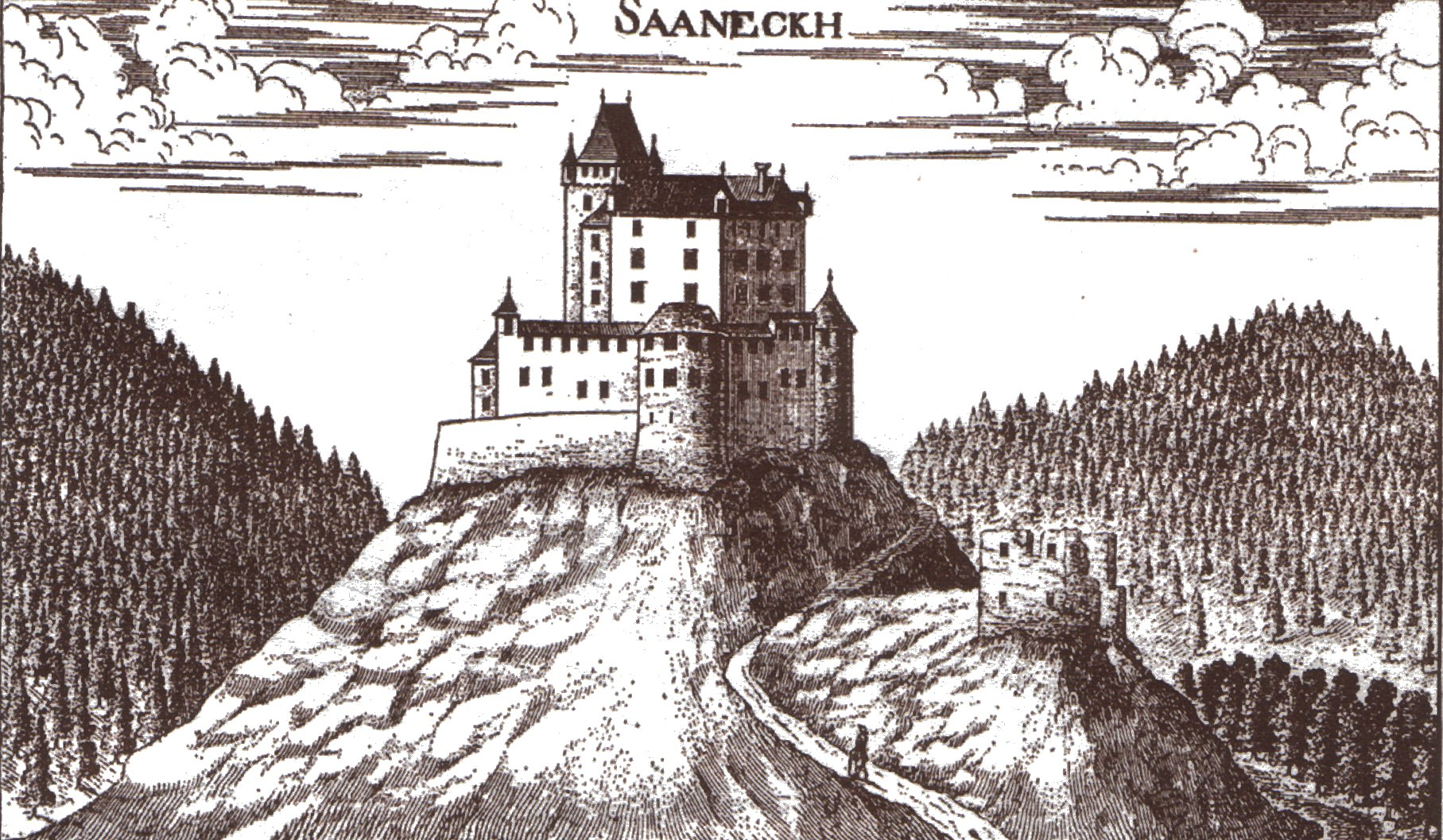
Hist. Abbildung der Burg Sanneck

Der von Suonegge wird den Freiherren von Sanneck (slowenisch gospodje Žovneški) zugerechnet, die seit 1129/30 nachweisbar sind. Der Stammsitz dieses alten Ministerialengeschlechts war die Burg Sanneck/Žovnek, die sich in der Nähe des heute slowenischen Fraßlau befindet. Zwar fehlen weitere biographische Zeugnisse des Dichters, aber u. a. weist ein Reim im ersten Lied darauf hin, dass der Verfasser im späteren 13. Jahrhundert gelebt haben muss.

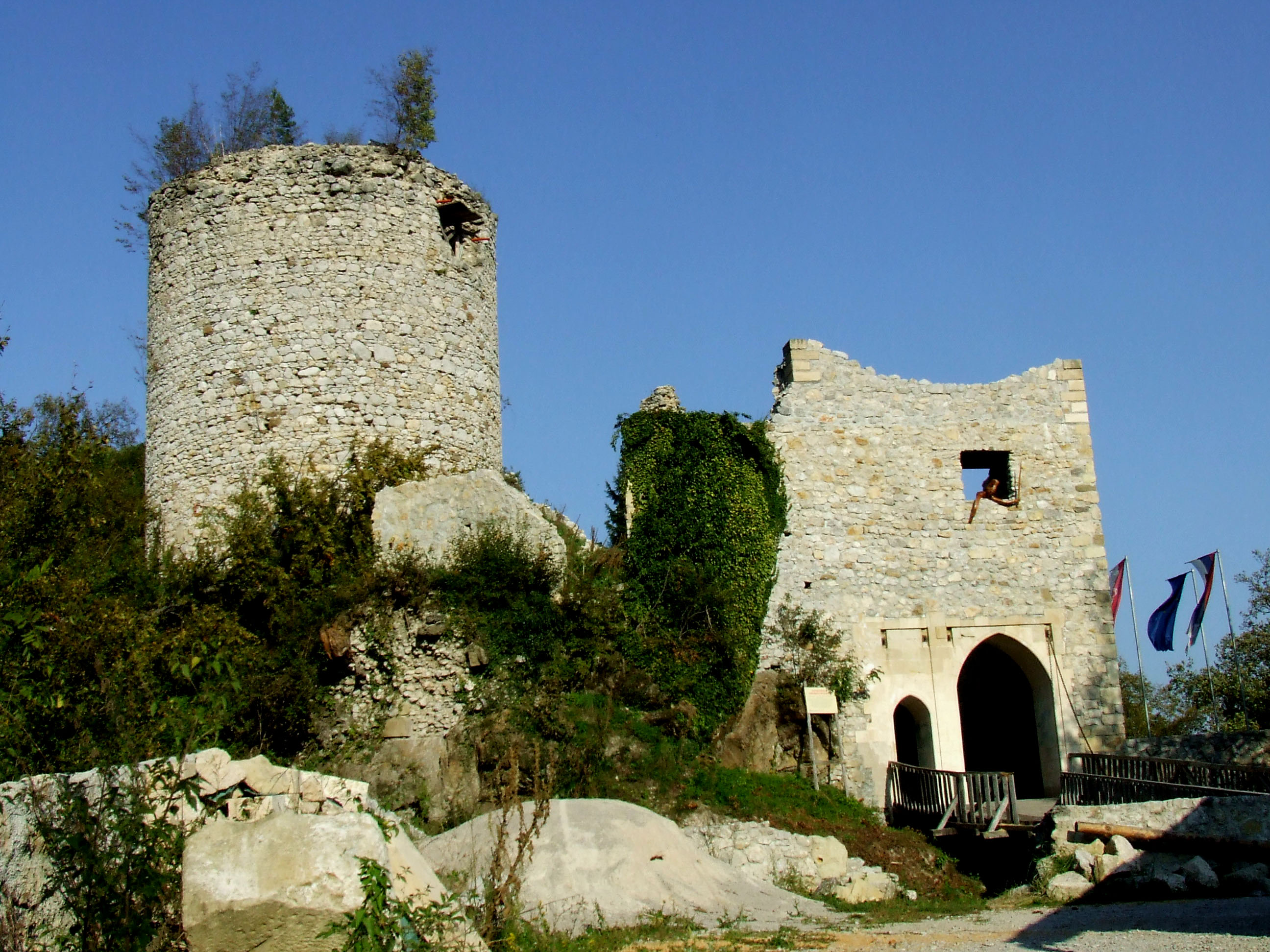
Abbildung der Burg Sanneck vor der Restaurierung ab 2011

### Identifizierung
Wer der Verfasser der Minnelieder war, ist nicht ganz sicher. Fest steht, dass der Sänger dem Geschlecht der von Suonegge angehörte, welches in der Untersteiermark beheimatet war. Möglicherweise war der Dichter der überlieferten Lieder Konrad I. (urkundlich belegt 1220–1241), der der Vater von vier Söhnen war. Für den Vater als Dichter sprechen zwei Erwähnungen desselben in Ulrichs von Liechtenstein „Frauendienst“. Es könnte jedoch auch einer seiner Söhne gewesen sein: Konrad II. (urkundlich belegt 1255–1262), Gebhard (urkundlich belegt 1255–1291), Ulrich (urkundlich belegt 1255–1314) oder Leopold (urkundlich belegt 1255–1279). Forscher vermuten eher, dass einer der Söhne als Dichter in Frage kommt, da sprachliche und stilistische Merkmale auf eine spätere Zeit hinweisen.

## Überlieferung
In der großen Heidelberger Liederhandschrift C ist die Rede von einem „von suonegge“. Das Werk des Lyrikers, welches drei Minnelieder umfasst, steht in der Handschrift nach dem Eintrag zum steirischen Dichter Herrand von Wildon. Eine idealisierte Abbildung des Verfassers, wie sie in dieser Handschrift für viele Autoren üblich ist, befindet sich auf dem Blatt 202 verso. Die drei Lieder sind auf dem folgenden Blatt festgehalten worden.

## Werk
Diese drei Lieder folgen der Tradition der hohen Minne und ihre Sprache ist stark an die Lieder Walthers von der Vogelweide, Gottfrieds von Neifen, Heinrichs von Morungen und Ulrichs von Liechtenstein angelehnt.

### Lied I
| Ich het disen lieben summer manger fröiden mir gedâht. des mich wendet sender kummer, den mir hât diu liebe brâht. der will al mîn dienst versmâhen; dâ von wont mir trûren nâhen. nûst ze sorgen mir gedâht.‘ ‚Swenn ich denk an lôslich lachen, daz mir in mîn herze brach, sol mir daz niht fröide machen, dôch die guoten lachen sach lieplich? daz wart mir verkêret. merker, daz si sîn gunêret! von den lîd ich ungemach.‘ ‚Frouw, ich wil genâde suochen, tuot an mir genâde schîn! des sol iuwer tugent ruochen, machet frô daz herze mîn. læt mîn frouw ir friunt verderben? ich muoz in ir dienst ersterben, sî enwende mir senden pîn. ‘ | Ich hatte mir für diesen herrlichen Sommer schon viele Freuden ausgemalt, doch werden diese jetzt durch Liebesschmerzen, die mir die Liebste zufügt, getrübt. Sie will meinen Dienst einfach nicht beachten. Deshalb hat mich Traurigkeit umhüllt; eine kummervolle Zeit steht mir nun bevor." "Darf es mir denn keine Freude bereiten, an das unbeschwerte Lachen zu denken, das augenblicklich in mein Herz eindrang, als ich die Edle so anmutig lachen sah? Dies hat man mir verübelt! Die Aufpasser seien dafür gescholten! Ihretwegen muss ich leiden." "Herrin, ich möchte Eure Gunst erbitten, zeigt Euch mir gegenüber gnädig! Handelt so aus Edelmut und erfreut mir mein Herz! Läßt denn meine Herrin ihren Getreuen zugrunde gehen? Mein Dienst wird mich gewiss das Leben kosten, falls sie nicht meinen Liebesschmerz stillt. " |

Das Werk des von Suonegge folgt im Großen und Ganzen der Tradition der hohen Minne und erstarrt in den Liedern zu Formelhaftigkeit und Motivwiederholungen, so wird bspw. der Natureingang in zwei seiner Lieder verwendet. Die Forschung hat die Verse des von Suneck deshalb vorerst als anspruchslos abgetan, erst bei genauerer Betrachtung wurde die „formale Geschliffenheit“ seiner Verse erkannt.

## Aktuelle Rezeption
- In der Steiermark gibt es sogenannte Literaturpfade zu verschiedenen steirischen Dichtern des Mittelalters. Im Lauf des Jahres 2015 sollen zwei neue Pfade in der Štajerska/Untersteiermark entstehen. Einer dieser behandelten Literaten wird der in diesem Artikel beschriebene von Suonegge sein, der andere Literaturpfad wird den mittelalterlichen Dichter Bruder Philipp von Seitz behandeln.
- Im Frühjahr 2015 wird zu den genannten Literaturpfaden und ihren Schauplätzen eine Anthologie erscheinen, in der auch neugedichtete Lyrik zu dem von Suonegge enthalten sein wird.